# (3074) Popov
(3074) Popov es un asteroide perteneciente al cinturón de asteroides, descubierto el 24 de diciembre de 1979 por la astrónoma ucraniana Liudmila Zhuravliova desde el Observatorio Astrofísico de Crimea (República de Crimea).

## Designación y nombre
Designado provisionalmente como 1979 YE9. Fue nombrado Popov en honor al ingeniero y físico ruso Aleksandr Stepánovich Popov.